# Amar Ramasar
Amar Ramasar (New York, 9 dicembre 1981) è un ballerino statunitense.

## Biografia
Figlio di un Marine con origini indiane e trinidadiani e di un'infermiera portoricana, Ramasar è nato e cresciuto nel distretto del Bronx a New York City. Fu accettato alla School of American Ballet nel 1993 e il suo talento fu notato dal coreografo Peter Martins, che gli diede lezioni private. Si unì alla New York City Ballet nel 2000 come apprendista, nel 2001 divenne membro del corps de ballet, nel 2006 solista e nell'ottobre 2009 ballerino principale. È uno dei pochi ballerini asioamericani al mondo e l'unico danzatore di colore del New York City Ballet. Nel 2018 ha debuttato a Broadway nel musical Carousel, in cui recita e canta nel ruolo di Jigger.
Nell'agosto 2018 è stato coinvolto insieme ai colleghi del New York City Ballet Zachary Catazaro e Chase Finlay in uno scandalo sessuale ai danni della ballerina Alexandra Waterbury: i tre danzatori hanno fatto circolare foto di natura intima della Waterbury, realizzate e distribuite senza il consenso dell'artista. Ramasar è stato quindi sospeso dal New York City Ballet e dal cast di Carousel, per poi essere licenziato definitivamente dalla compagnia di danza nel settembre dello stesso anno. Nel gennaio 2019 debuttò al Teatro dell'Opera di Roma nel balletto Carmen con le coreografie di Jiří Bubeníček. Nell'aprile 2019 il licenziamento dal City Ballet è stato dichiarato illecito e dal maggio dello stesso anno Ramasar è tornato a danzare con la compagnia. Nel dicembre 2019 torna a Broadway con il musical West Side Story per la regia di Ivo van Hove, recitando nel ruolo di Bernardo. Il ritiro dal City Ballet avviene nel maggio 2022 dopo una rappresentazione del Sogno di una notte di mezza estate coreografato da George Balanchine.
È stato sposato con Elysia Dawn Fridkin dal 2009 al 2016.